# Matt Dillahunty
Matt Dillahunty (Kansas City (Missouri), 31 maart 1969) is een Amerikaans atheïstisch activist. Hij was de voorzitter van de Atheist Community of Austin (ACA) van 2006 tot 2013. Hij is vanaf 2005 tot 2 oktober 2022 gastheer geweest van het discussieprogramma The Atheist Experience dat zowel online als op televisie wordt uitgezonden en een tijdlang was hij ook de host van online live radioshow Non-Prophets Radio. Daarnaast is hij oprichter en redacteur van de contra-apologetische encyclopedie Iron Chariots en de ervan afhankelijke sites.
Dillahunty neemt regelmatig deel aan formele debatten en reist door de Verenigde Staten waar hij bij lokale seculiere organisations en universiteitsgroepen als lid van het sprekersbureau van de Secular Student Alliance. Samen met mede-activisten Seth Andrews en Aron Ra ging hij op de Unholy Trinity Tour door de VS en in maart 2015 door Australië. In april 2015 werd hij uitgenodigd als spreker bij de skeptische conferentie QED: Question, Explore, Discover van de Merseyside Skeptics Society in Manchester in het Verenigd Koninkrijk. Vanaf de zomer van 2017 ging Dillahunty mee op een sprekerstour die werd gesponsord door de stichting Pangburn Philosophy, waar hij het podium deelt met de andere atheïsten Sam Harris, Richard Dawkins en Lawrence Krauss.

## Biografie
Dillahunty is opgevoed als Southern Baptist en overwoog om een dominee te worden. Toen hij religie begon te bestuderen, slaagde hij er niet in om zijn geloof te versterken; hij kreeg juist steeds meer twijfels en verloor zijn geloof in het christendom en uiteindelijk alle religies. Dillahunty heeft acht jaar in militaire dienst gezeten bij de Amerikaanse marine, waarna hij ging werken in computersoftwareontwikkeling. In oktober 2011 trouwde hij met Beth Presswood, een collega van The Atheist Experience en co-host van de podcast Godless Bitches; het koppel scheidde in 2018. Dillahunty noemt zichzelf feminist.
Dillahunty is een van de hoofdrolspelers in de documentaire My Week in Atheism (2014) van regisseur John Christy.

## Lezingen en debatten
Dillahunty is een voorstander van debatten, zowel formele als informele, als een zeer effectieve manier om informatie over te dragen. "Ik ben er door mijn ervaringen en het bewijs dat ik door de jaren heen heb verzameld terwijl ik dit deed absoluut van overtuigd dat [debatten] ongelofelijk waardevol zijn." Hij heeft gesproken op conferenties over atheïsme en vrijdenkerij in heel de VS en gedebatteerd met talloze christelijke apologeten, waaronder de Nieuw-Zeelandse filmmaker Ray Comfort (op The Atheist Experience), en de Schotse dominee David Robertson in het programma Unbelievable van Premier Christian Radio. Op de American Atheists Convention 2014 in Salt Lake City gaf hij een workshop waarin hij enkele belangrijke elementen van effectien debatteren uitlegde: 'Neem de tegenstander serieus: "Het publiek moet merken dat ik hun standpunten perfect begrijp, en heb verworpen." Gebruik logica: "Ik vertel ze dat ik een beter boek kan schrijven dan de Bijbel. Makkelijk: ik schrijf hem woord voor woord over, behalve waar het over slavernij gaat." En vergeet de emotie niet: "Het is theater. Dat heb ik met mijn baptistenachtergrond voor op iemand als Richard Dawkins, ook al weet hij meer van wetenschap."' Hij heeft ook verklaard dat hij in een debat bereid is om te zeggen "Ik weet het niet", een "eng concept" voor sommigen van zijn toeschouwers.

## Opvattingen over ethiek
Een van Dillahunty's stokpaardjes is de superioriteit van seculiere moraliteit ten opzichte van religieuze moraliteit. Zijn belangrijkste stellingen over het onderwerp zijn dat seculiere ethische stelsels inclusief, dynamisch en veranderingsgezind zijn en de belangen van hun deelnemers dienen, terwijl religieuze ethische stelsels alleen de belangen van een externe autoriteit dienen. Tijdens zijn lezing op de American Atheists Convention 2013 in Austin merkte hij op: "Zij [gelovigen] zeggen dat wij [ongelovigen] immoreel zijn, terwijl wij de enigen zijn die snappen dat moraliteit is afgeleid van empathie, eerlijkheid, samenwerking en de fysieke feiten over interactie in dit heelal. Zij hebben hun morele kompas gebroken en hun menselijkheid geofferd op het altaar van religie. Zij zeggen dat wij verdwaald en gebroken zijn en verlossing nodig hebben, terwijl wij degenen zijn die vrij zijn." Dillahunty vertolkt het standpunt dat het bepleiten van oneindige beloningen of straffen voor eindige daden "moreel inferieur" is.

## Activisme voor abortusrechten
Dillahunty heeft gepleit voor abortusrechten. Nadat hij hoorde dat de organisatie Secular Pro-Life een stand had gekregen op de American Atheists Convention 2012, daagde Dillahunty een van hun vertegenwoordigers uit tot een publiek debat over het onderwerp. Dit debat vond plaats op de Texas Freethought Convention 2012 waarbij Dillahunty het opnam tegen Kristine Kruszelnicki. Dillahunty hanteerde lichamelijke autonomie als primair argument voor abortusrechten, gebaseerd op het essay "A Defense of Abortion" van Judith Jarvis Thompson. In maart 2014, Dillahunty debatteerde Clinton Wilcox, die geen lid was van Secular Pro-Life, maar het debat werd wel op hun blog gepromoot. Naderhand kwam het tot een conflict met de organisatie en hij kondigde in een Facebooknotitie aan dat hij niet meer in publiek debat met hen zou gaan. Hij en Beth Presswood verschenen later op de podcast RH Reality Check van Amanda Marcotte om de gebeurtenissen van de jaren ervoor uit te leggen en verklaarde dat "het oogpunt van een cis man zonder baarmoeder" die in debat gaat over vrouwenrechten niet was wat hij wilde bevorderen en dat hij voortaan anderen de leiding zou laten nemen in publieke discussies over het onderwerp.

## Skepticisme

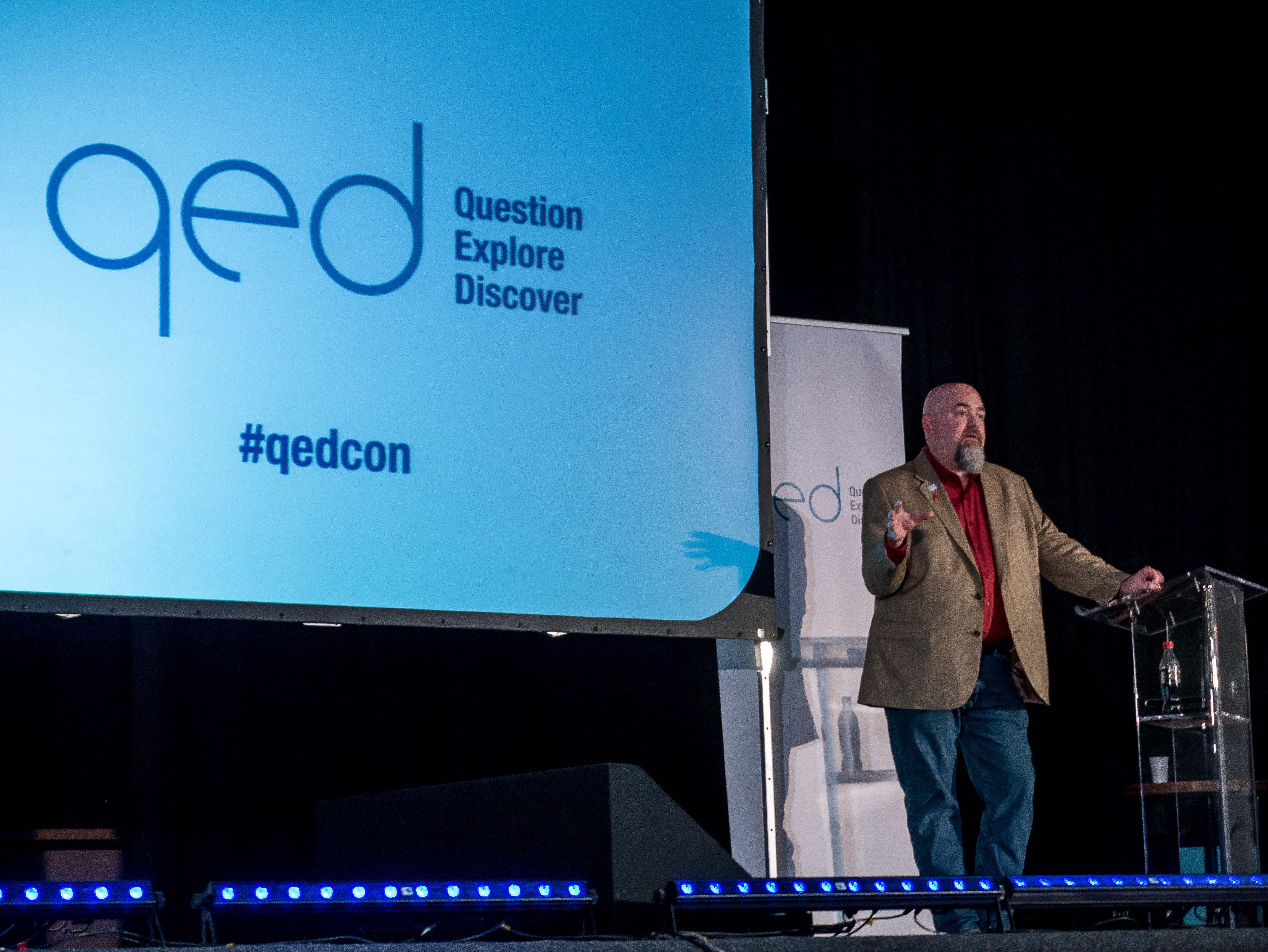
Dillahunty op QED 2015, een skeptische conferentie in Manchester.

Een ander thema waar Dillahunty zich veel mee bezighoudt is het bevorderen van wetenschappelijk skepticisme als uitgangspositie. Hij zei op de American Atheists Convention 2013 in Austin dat hij als een soort motto het volgende hanteert: "Ik wil zo veel mogelijk ware dingen geloven en zo min mogelijk onware dingen," waarbij hij zich liet inspireren door David Hume. In dezelfde lezing zei hij dat een skepticus zijn voor hem het belangrijkste onderdeel van zijn identiteit is. Daarnaast zei Dillahunty dat skepticisme iets te zeggen heeft over toetsbare religieuze claims en dat skepticisme uiteindelijk zal leiden tot atheïsme. 
Hij ziet atheïsme als een subcategorie van skepticisme en ziet niet in waarom skepticisme zich niet zou moeten bezighouden met religieuze claims, hetgeen een omstreden onderwerp is in de skeptische beweging. Dillahunty vroeg zich retorisch af: "Hoe populair zouden mediums zijn, hoe populair zouden spoken zijn, als we niet dit monolithische idee hadden –dat 70–80% van de bevolking gelooft– dat er in ieder van ons een eeuwige ziel is die het lichaam verlaat als we dood zijn en ofwel naar een leven na de dood gaat of hier op Aarde blijft rondwaren?... Als je mensen onderwijst over wat we weten, over het meest waarschijnlijke dat er gebeurt als we doodgaan, dan zullen ze ernaar streven om mensen beter te behandelen zo lang ze nog leven en hun verdriet zal worden verminderd omdat ze de werkelijkheid begrijpen." Hij vermaande: "Praktiseer skepticisme niet alleen met als doel het goede antwoord te vinden, doe het ook met het doel om niet een verkeerd antwoord te kunnen vinden." In een interview gepubliceerd door het Noorse Human-Etisk Forbund zei hij dat hij dat er wat hem betreft voor skeptici geen reden is om religieuze claims over de werkelijkheid anders te behandelen dan complottheorieën en beweringen dat buitenaardse wezens de Aarde hebben bezocht.

### Kauwgombal-analogie
Dillahunty gebruikt zijn kauwgombal-analogie om de bewijslast uit te leggen. Als je een hypothetische glazen pot vult met een groot aantal kauwgomballen, dan is iedere positieve bewering over of er een even of oneven aantal kauwgomballen in de pot zit dubieus als je er verder geen ondersteunend bewijs voor hebt.

## Prijzen

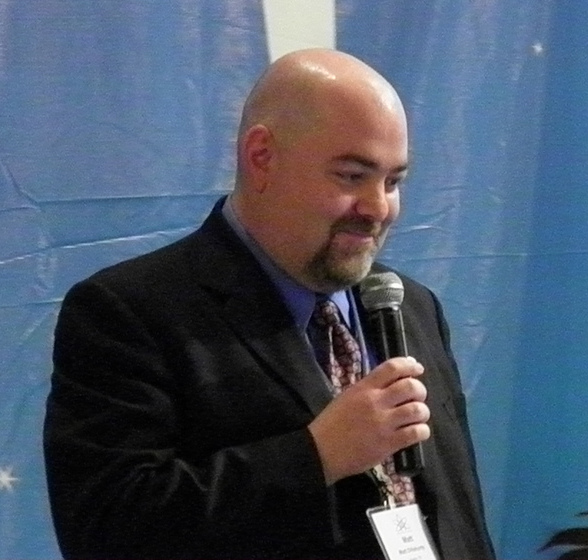
Matt Dillahunty spreekt op de American Atheists Convention 2011.

In 2011 won Dillahunty de prijs voor Atheist of the Year ("Atheïst van het Jaar", bijgenaamd de "Hitchie" naar Christopher Hitchens) door Staks Rosch die schrijft voor Examiner.com. De prijs werd toegekend doordat de lezers van Rosch stemden op genomineerden die hij had geselecteerd.
Hij ontving in 2012 de Catherine Fahringer Freethinker of the Year Award van de Freethinkers Association of Central Texas.